# Granny: Chapter Two
 (juillet 2021).
Si vous disposez d'ouvrages ou d'articles de référence ou si vous connaissez des sites web de qualité traitant du thème abordé ici, merci de compléter l'article en donnant les références utiles à sa vérifiabilité et en les liant à la section « Notes et références ».
 (avril 2022).
Granny: Chapter Two est un jeu vidéo de survival horror qui est sorti initialement le 6 septembre 2019. C'est la suite de Granny. Il a été développé et édité par DVloper, et il fait partie de la série DVloper's Granny. Le jeu met en scène un personnage anonyme qui se réveille dans une cave. Il doit essayer de sortir de la maison, en cinq jours plus ou moins, avant que Granny et Grandpa l'attrapent. Il doit, comme dans le précédant volet, résoudre des énigmes et, selon Granny ou Grandpa, sans faire de bruit (Grandpa est sourd).
Malgré la popularité du chapitre 2 de Granny, Le jeu a reçu des critiques moyennes. Les internautes le décrive comme moins effayant que le premier chapitre, en raison d'une maison trop espacée où il est facile de se repérer, et des graphismes de mauvaise qualité. La dernière mise à jour a été faite le 20 janvier 2020.

## Le jeu
Le joueur a pour but de s'enfuir de la maison de Granny. Il peut se cacher, prendre des objets, résoudre des énigmes. Il n'a que cinq jours. Il peut sortir par bateau, par hélicoptère ou par la porte d'entrée.

### La maison
Le bâtiment est une grande maison qui comporte deux sous-sols, un rez-de-chaussée et deux étages. Le joueur se réveille dans une chambre au premier sous-sol, qui contient : une minuscule pièce ouverte qui contient une table, la salle de la vierge de fer, un escalier qui mène au deuxième sous-sol et un autre qui mène au rez-de-chaussée.
Le deuxième sous-sol contient une rivière souterraine infectée d'une pieuvre (qui mange le joueur quand il tombe dedans). Sur cette rivière, il y a un bateau qui constitue un moyen de s'échapper.
Le rez-de-chaussée a plusieurs pièces : la chambre de Grandpa, ou du moins là où il dort, un couloir qui permet de voir la porte d'entrée (moyen de sortir), ou la cage électrique et une pièce qui contient une petite étagère, des cintres (qui tombent) et le coffre-fort. La salle aux escaliers est une pièce qui contient un escalier pour la cave et l'autre pour le premier étage. Et, pièce qui mène à l'extérieur et à la salle de bains, la salle au piano, qui contient une étagère (qui, quand elle coulisse, dévoile un placard, la cachette du fusil à pompe) et un piano. La salle de bains n'a qu'une douche, une toilette et une armoire à pharmacie. L'extérieur contient une autre rivière (avec la pieuvre), une tour qui permet de vider la rivière et l'enclos du petit-fils, ou l'animal de compagnie.
Le premier étage comporte : une cuisine, une salle à manger, la chambre de Granny, un petit couloir, une canalisation, une petite chambre (qui ne sert qu'à se cacher) et la salle des caméras de surveillance, avec une échelle qui mène au deuxième étage.
Le deuxième étage comporte une pièce barrée avec des barreaux de prison, un parcours pour atteindre l'hélicoptère (moyen de sortir).

### Personnages
Il y a plusieurs personnages, les principaux sont Granny et Grandpa.
- Granny : c'est une femme, grand-mère de Slendrina. Elle a des cheveux blancs, les yeux blancs, possède une robe grise. Elle a constamment la bouche ouverte avec des dents jaunes. Elle peut nous assommer avec une batte, et si on fait du bruit, ça l'attire. Elle entend tout.
- Grandpa : c'est un homme, probablement un zombie, qui a le crâne rasé et les yeux blancs. Il a une canne, un pantalon bleu et un pull marron. Il dort dans le salon, il possède la clef de la salle de sécurité. C'est le maitre de la pieuvre. Il est sourd donc presque aucun bruit ne l'attire.
- La pieuvre : c'est l'animal de compagnie de Grandpa. Il est invincible, à 12 dents rouges, à une peau marron, trois tentacules et ne vit que dans les bassins d'eau infectés.
- Le petit-fils (ou animal de compagnie) : c'est les fils de Slendrina et il a une apparence de bébé araignée. 4 pattes, une tête aux yeux blancs. Il habite dans une cage, et agresse le joueur s'il n'a pas de viande. Quand on le tue, Slendrina apparait au dessus de lui et crie, ce qui avertit Granny et Grandpa.
- Slendrina : elle n'apparait qu'au-dessus de son enfant quand on le tue. Granny et Grandpa sauront alors votre position et auront les yeux rouges .
- Nosferatu : son cadavre apparait au deuxième étage, quand on ouvre une boite dans la salle aux barreaux.

### Game over
Les Game over sont des fins de Granny dans lesquels il y a une exécution (donc provoque la mort du personnage).
- La vierge de fer : Granny et Grandpa nous mettent dans une vierge de fer, celle-ci se ferme.
- La pieuvre : Granny et Grandpa nous jettent dans la rivière souterraine. Le monstre nous mange ou nous tord le cou.
- L'enfant : Granny et Grandpa nous jettent dans l'enclos du petit-fils. En nous jetant dessus du poulet, celui-ci nous mange.
- La cage électrique : Granny l'a enfermé dans la cage de la porte d'entrée. Elle toque au plafond, on entend Grandpa qui allume l'électricité. On se fait électrocuter.